# Boeing 80
Boeing 80 je bilo trimotorno dvokrilno potniško letalo iz 1920ih. Imel je kapaciteto 12-18 potnikov, se je pa uporabljal tudi za prevoz pošte. Boeing je razvil Model 80, ker je potreboval večjo kapacieto kot prvo Boeingovo potniško letalo - Boeing Model 40. Kot večina dvokrilnikov, je tudi Model 80 imel dobre STOL sposobnosti, kar je bilo zelo uporabno v tistem časiu, ker letališča še niso bila razvita. 

## Specifikacije (Model 80A)
Podatki iz Boeing Aircraft since 1916; Bowers 1989, pp. 140–141
Splošne karakteristike
- Posadka: 3
- Število sedežev: 18 potnikov
- Tovor: 898 lb tovora (408 kg)
- Dolžina: 56 ft 6 in (17,22 m)
- Razpon kril: 80 ft 0 in (24,39 m)
- Višina: 15 ft 3 in (4,65 m)
- Površina kril: 1220 sq ft (113,4 m²)
- Aeroprofil: Boeing N-22
- Teža praznega letala: 10582 lb (4810 kg)
- Maks. vzletna teža: 17500 lb (7940 kg)
- Pogon letala: 3 ×  Zračnohlajeni zvezdasti motorji Pratt & Whitney R-1690 Hornet, 525 KM (392 kW)  vsak

 Zmogljivost 
- Maks. hitrost: 138 mph (120 vozlov, 222 km/h)
- Potovalna hitrost: 125 mph (109 vozlov, 201 km/h)
- Hitrost porušitve vzgona: 55 mph (48 vozlov, 89 km/h)
- Doseg: 460 milj (400 nmi, 741 km)
- Višina leta: 14000 ft (4270 m)
- Hitrost vzpenjanja: 900 ft/min (4,6 m/s)